# Дадашев, Рафаэль Мелик оглы
Рафаэль Мелик оглы Дадашев (Дадашов; азерб. Rafael Məlik oğlu Dadaşov; 4 января 1946, Загатала — 16 марта 2020, Баку) — азербайджанский актёр театра и кино, ведущий сценический мастер Академического Национального драматического театра, народный артист Республики Азербайджан (2006), лауреат ордена «Слава» (2019).

## Жизнь и деятельность
Рафаэль Дадашев родился 4 января 1946 года в Загатале. В 1972 году он закончил Азербайджанский государственный Институт Искусств имени М. Алиева.
Дадашев работал в актёрском коллективе Академического Национального драматического театра с 1976 года. На сцене театра он сыграл разнообразные роли, такие как Заур в «Умид» (М. Ибрагимов), Дон Жуан в «Комедия о человеческом», или «Дон Жуан» (М. Ибрагимов), Клавдий в «Гамлете» (Уильям Шекспир), Клавдио в «Много шума из ничего»  (Уильям Шекспир), Бехрам в «Фитне» (Абдулла Шаиг), Вожеватов и Паратов в «Дочь без приданого» (Александр Островский), Рашад в «Алигулы женится» (Сабит Рахман), Следователь в «Расследование» (Рустам Ибрагимов), Первый репортёр в «Пустынные сны» (Анар), Князь Хасай в «Хуршидбану Натаван» (Ильяс Эфендиев), Старик в «Дворце Буллур» (Ильяс Эфендиев), Джамиль в «Не помню» (Ильяс Эфендиев), Фикрет и Рашад в «Кто прав?» (Бахтияр Вахабзаде), Мирза Фатели в «Мирза Шафи» (Наби Хазри), Васиф в «Иблис» (Гусейн Джавид), Кияс в «Городские дни вечера» (Анар), Мурад в «Мести девушки» (А. Ширванзаде), Фахреддин в «Музыке и мудрости» (Ильяс Эфендиев), Адем Тагиев в «Доказательства и умные» (Ильяс Эфендиев), Миндовлет и Айдар в «Вечер воспоминаний о Сократе» («Суд над кожаным покровом») (Ч. Айтматов и М. Шаханов) , Тесей в «Федре» (Жан Расин), Оздемир в «Бедствии» (Гусейн Джавид), Шейх Насрулла в «Мёртвых» (Джалиль Мамедкулизаде), Ага Эфенди («Кровавая Нигар», Садыг Шендиль), Антон Антонович Сквозник-Дмухановский («Инспектор», Николай Гоголь) и другие интересные образы.
Рафаэль Дадашев также участвовал в создании множества программ на Азербайджанском государственном телевидении. Среди этих телепередач были «Последний вечер прошлого года» (Рустам), «Хозяин гостиницы» (Мистер Кавалер), «Прости» и «Ты не знаешь» (Мистер Учитель), «Когда дороги пересекаются» (Хамид), «Топал Теймур» (Граф Воронцов) и другие.

### Семья
Является сыном актёров Мелика Дадашева и Софии Хусейновой. Единокровные сёстры по отцу: Айзянят, Ламия и Гюльнара. Бабушка по матери — Хадиджа Газиева, уроженка Казани, заслуженная артистка Азербайджанской ССР (1961). Племянник актёра Салмана Дадашева. Двоюродная сестра — азербайджанская певица Бриллиант Дадашева.

### Смерть
Актёра 2 декабря вечером госпитализировали в Центральную больницу нефтяников с диагнозами ишемической болезни сердца, кардиосклероза после инфаркта и хронической обструктивной болезни лёгких. Рафаэль Дадашев скончался 16 марта 2020 года в Баку.

## Награды
- Звание «Заслуженного артиста Азербайджанской ССР» — 20 марта 1987 года
- Звание «Народного артиста Республики Азербайджан» — 16 мая 2006 года
- Персональная пенсия Президента Азербайджанской Республики — 7 мая 2008 года[4]
- Орден «Слава» (Азербайджан) — 29 октября 2019 года[5]